# Valle de Lecrín
Valle de Lecrín és una comarca situada a la part central de la província de Granada. limita amb la d'Alhama a l'oest, amb la Vega de Granada al nord, la Alpujarra Granadina a l'est i la Costa Granadina al sud. D'acord amb el catàleg elaborat per la Conselleria de Turisme i Esport de la Junta d'Andalusia (27 de març de 2003), aquesta comarca estaria conformada pels següents municipis:

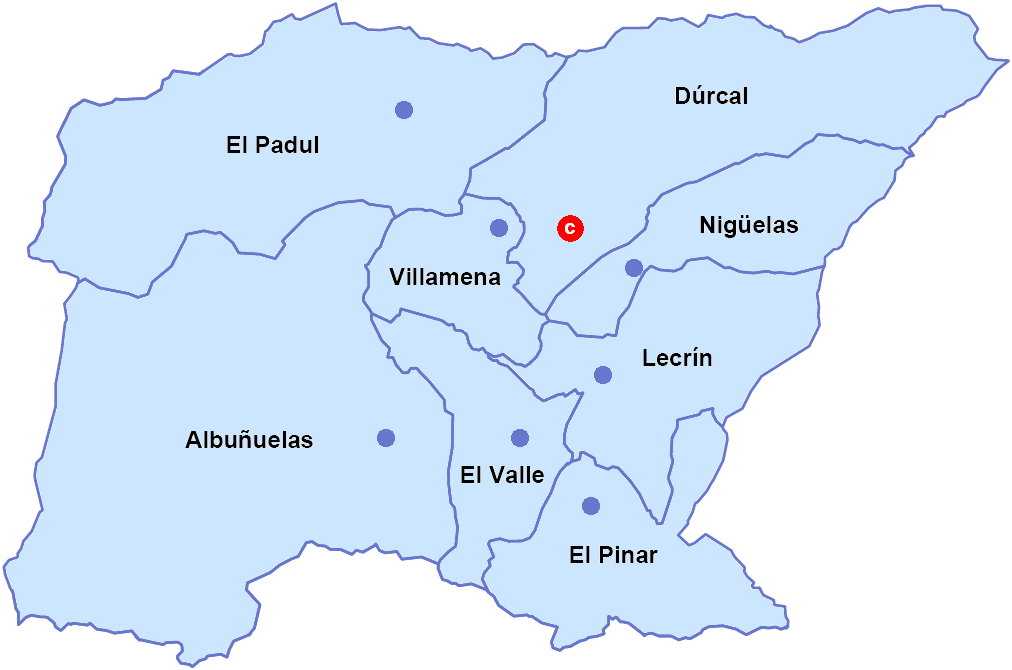
Mapa de Valle de Lecrín.

| Municipi   | Superfície | Población (2006) | Ajuntament (2007) |
| ---------- | ---------- | ---------------- | ----------------- |
| Albuñuelas | 140 km²    | 1.070 hab.       | PSOE              |
| Dúrcal     | 77 km²     | 6.856 hab.       | PSOE              |
| Lecrín     | 40 km²     | 2.329 hab.       | PSOE              |
| Nigüelas   | 30 km²     | 1.149 hab.       | Grup indep.       |
| El Padul   | 89 km²     | 7.871 hab.       | PSOE              |
| El Pinar   | 38 km²     | 1.088 hab.       | PSOE              |
| El Valle   | 26 km²     | 1.130 hab.       | PSOE              |
| Villamena  | 20 km²     | 1.004 hab.       | PA                |

## Història
Era coneguda pels àrabs com "Iqlim Garnata" i per "Iqlim al Qasb" o "districte de la canya de sucre", per servir aquesta comarca com a lloc de pas cap a les plantacions de canya de sucre a la Costa Granadina.